# Jimmie Svensson
Jimmie Svensson, född 25 februari 1982 i Karlskrona, är en svensk före detta professionell ishockeyspelare (forward).